# گلن ویلسون (روان‌شناس)
گلن ویلسون (انگلیسی: Glenn Wilson؛ زادهٔ ۲۹ دسامبر ۱۹۴۲) صاحب‌نظر، روان‌شناس، و نویسنده اهل نیوزیلند است.